# Carl Paul
Carlton Hutton „Carl” Paul Jr (ur. 17 sierpnia 1917 w Omaha, zm. 26 lutego 1983 w Palos Verdes) – amerykański żeglarz, olimpijczyk.
Uczestnik Letnich Igrzysk Olimpijskich 1936. Wystartował w klasie 6 metrów (skład załogi łodzi Mystery stanowili: Morgan Adams, William Bartholomae, Charles Garner, Carl Paul, John Wallace), w której Amerykanie zajęli 9. miejsce wśród 11 sklasyfikowanych zespołów.
Z zawodu był inżynierem mechanikiem, mieszkał w Toronto. Jego ojczymem był William Bartholomae, który wraz z nim startował na igrzyskach w Berlinie.